# Howard Shore
Howard Leslie Shore (Toronto; 18 de octubre de 1946) es un compositor y saxofonista canadiense, conocido por sus bandas sonoras para películas. Ha compuesto las partituras de más de ochenta películas, entre ellas El silencio de los corderos y las películas de El Señor de los Anillos, por las que obtuvo tres Premios de la Academia. Algo más recientemente compuso también la banda sonora de la trilogía  El hobbit. También es un colaborador constante del director David Cronenberg, habiendo compuesto desde 1979 todas las partituras de sus películas, a excepción de una.
También ha compuesto obras de concierto, incluyendo una ópera, The Fly, basada en la trama, aunque no en la banda sonora, de la película de Cronenberg de 1986, estrenada en el Théâtre du Châtelet de París el 2 de julio de 2008; una pieza corta titulada «Fanfare for the Wanamaker Organ» para la Orquesta de Filadelfia; y una breve obertura para la Orquesta de la Suisse Romande.

## Biografía

### Primeros años
Howard Shore nació en Toronto. Es tío del también compositor Ryan Shore. Estudió música en el Berklee College of Music, en Boston (Massachusetts, Estados Unidos). Desde 1969 hasta 1972 formó parte del grupo musical Lighthouse, donde escribió letras y músicas, tocó el saxofón, la flauta y la trompeta, y a veces hizo de vocalista.
En 1974 escribió la música para el show musical y de magia Spellbound del mago canadiense Doug Henning. Entre 1975 y 1980 fue el director musical del programa televisivo Saturday Night Live. Durante esta época sugirió a Dan Aykroyd y a John Belushi el nombre de The Blues Brothers.

### Éxito
Shore ha escrito la música de varias grandes producciones como The Silence of the Lambs, Mrs. Doubtfire, Philadelphia, Ed Wood, Seven, Dogma, La habitación del pánico o El aviador, con la que consigue un Globo de Oro. En 1979 comenzó una larga colaboración con David Cronenberg que empieza con Cromosoma 3 y ha durado hasta la actualidad, siendo la última película en la que han trabajado juntos Eastern Promises, en 2007.

### El Señor de los Anillos
Su gran éxito vino con la trilogía de El Señor de los Anillos de Peter Jackson. Con la banda sonora de la primera película El Señor de los Anillos: la Comunidad del Anillo, Shore consiguió su primer Óscar en 2002. La banda sonora de El Señor de los Anillos: las dos torres no fue nominada a los Óscar de 2003 debido a una nueva y polémica norma, que prohibía nominar bandas sonoras que estuvieran basadas en anteriores bandas sonoras. En 2004 esta norma desaparece, y Shore gana su segundo Óscar por la música de El Señor de los Anillos: el retorno del Rey .
Desde 2004, Shore está realizando una gira mundial dirigiendo orquestas locales en la interpretación de su adaptación sinfónica de la banda sonora de la trilogía de El Señor de los Anillos. Este nuevo trabajo lleva como título El Señor de los Anillos: sinfonía en seis movimientos. Hay dos movimientos por cada una de las películas y un intermedio entre el segundo y el tercer movimientos. Shore aparece en un cameo en la versión extendidad de la película El retorno del Rey, como un guardia de Rohan. Shore también hace un cameo en la siguiente película de Peter Jackson, King Kong, como director de orquesta en el teatro.
En 2006 declaró su interés en volver a la Tierra Media para hacerse cargo de la banda sonora de la trilogía de El hobbit, dirigida por Peter Jackson y cuyo rodaje se llevó a cabo entre 2011 y 2012. Las tres películas, El hobbit: un viaje inesperado (2012), La desolación de Smaug (2013) y La batalla de los Cinco Ejércitos (2014) contaron finalmente con una banda sonora de Shore. Con esto, Shore se ha consolidado como el único compositor de la entera saga de seis películas basada en el legendarium de Tolkien.

### Desde 2007
En 2007 compuso la música para Soul of the Ultimate Nation, un juego multijugador en línea. La banda sonora es notable por ser el primer videojuego en contar con la interpretación al theremín de Lydia Kavina. Durante el año 2007 también compuso las partituras de The Last Mimzy y Eastern Promises, siendo la última otra colaboración con David Cronenberg y suponiéndole a Shore su cuarta nominación al Globo de Oro. En 2008 grabó para La duda, protagonizada por Meryl Streep y dirigida por John Patrick Shanley. Esta película fue un éxito, y obtuvo cinco nominaciones a los Óscar.
En 2010 Shore compuso la banda sonora de la tercera entrega de la popular serie de películas sobre Crepúsculo, después de que Carter Burwell y Alexandre Desplat hubieran compuesto las de la primera y la segunda, respectivamente. También sustituyó a John Corigliano en la composición de la de Edge of Darkness, protagonizada por Mel Gibson. También ha compuesto la banda sonora de película de Martin Scorsese Hugo Cabret, su quinta colaboración con el director estadounidense. Su última banda sonora ha sido la de Un método peligroso, continuando así su larga colaboración con el director David Cronenberg. Esta película está actualmente en fase de postproducción. En 2012 volvió a trabajar con David Cronenberg siendo el responsable de componer la banda sonora para la película Cosmopolis.
Entre sus proyectos de futuro se encuentran, la película de Robert Sigl La araña y las músicas de Sinatra y El auge de Theodore Roosevelt, dirigidas por Martin Scorsese.[cita requerida]

## Filmografía seleccionada
- Videodrome (1983)
- After Hours (1985)
- La mosca (1986)
- Nadine (1987)
- Big (1988)
- The Silence of the Lambs (1991, MCA Records MCD 10194)
- Prelude to a Kiss (1992)
- Acosada (1993)
- Señora Doubtfire (1993)
- Philadelphia (1993)
- El cliente (1994)
- Ed Wood (1994)
- Seven (1995)
- Crash (1996)
- La verdad sobre perros y gatos (1996)
- Antes y después (1996)
- The Game (1997)
- Cop Land (1997)
- Dogma (1999)
- Una terapia peligrosa (1999)
- eXistenZ (1999)
- The Cell (2000)
- Alta fidelidad (2000)
- The Yards (2000)
- Un golpe maestro (2001)
- El Señor de los Anillos: la Comunidad del Anillo (2001)
- Gangs of New York (2002)
- Spider (2002)
- La habitación del pánico (2002)
- El Señor de los Anillos: las dos torres (2002)
- El Señor de los Anillos: el retorno del Rey (2003)
- El aviador (2004)
- Una historia de violencia (2005)
- The Departed (2006)
- Soul of the Ultimate Nation (MMORPG, 2007)
- Promesas del Este (2007)
- La duda (2008)
- The Twilight Saga: Eclipse (2010)
- Un método peligroso (2011)
- Hugo (2011)
- Cosmopolis (2012)
- El hobbit: un viaje inesperado (2012)
- El hobbit: la desolación de Smaug (2013)
- El lobo de Wall Street (2013)
- El hobbit: la batalla de los Cinco Ejércitos (2014)
- Maps to the Stars (2014)
- Spotlight (2015)
- Pieces of a Woman (2020)
- Los crímenes de la academia (2022)
- The Shrouds (2024)

## Premios y distinciones
Premios Óscar
| Año  | Categoría          | Película                                         | Resultado |
| ---- | ------------------ | ------------------------------------------------ | --------- |
| 2002 | Mejor banda sonora | El Señor de los Anillos: la Comunidad del Anillo | Ganador   |
| 2004 | Mejor canción      | El Señor de los Anillos: el retorno del Rey      | Ganador   |
| 2004 | Mejor banda sonora | El Señor de los Anillos: el retorno del Rey      | Ganador   |
| 2012 | Mejor banda sonora | Hugo                                             | Nominado  |

Premios Globo de Oro
| Año  | Categoría                                | Película                                                        | Resultado |
| ---- | ---------------------------------------- | --------------------------------------------------------------- | --------- |
| 2012 | Globo de Oro a la mejor banda sonora     | Hugo                                                            | Nominado  |
| 2008 | Globo de Oro a la mejor banda sonora     | Promesas del este                                               | Nominado  |
| 2005 | Globo de Oro a la mejor banda sonora     | El aviador                                                      | Ganador   |
| 2004 | Globo de Oro a la mejor banda sonora     | El Señor de los Anillos: el retorno del Rey                     | Ganador   |
| 2004 | Globo de Oro a la mejor canción original | «Into the West», de El Señor de los Anillos: el retorno del Rey | Ganador   |
| 2002 | Globo de Oro a la mejor banda sonora     | El Señor de los Anillos: la Comunidad del Anillo                | Ganador   |

Premios Grammy
| Año  | Categoría                                                            | Trabajo                                                         | Resultado |
| ---- | -------------------------------------------------------------------- | --------------------------------------------------------------- | --------- |
| 2008 | Grammy al mejor álbum de banda sonora                                | The Departed                                                    | Nominado  |
| 2006 | Grammy al mejor álbum de banda sonora                                | El aviador                                                      | Nominado  |
| 2005 | Grammy al mejor álbum de banda sonora                                | El Señor de los Anillos: el retorno del Rey                     | Ganador   |
| 2005 | Grammy a la mejor canción escrita para una película                  | «Into the West», de El Señor de los Anillos: el retorno del Rey | Ganador   |
| 2004 | Grammy al mejor álbum de banda sonora                                | El Señor de los Anillos: las dos torres                         | Ganador   |
| 2003 | Grammy al mejor álbum de banda sonora                                | El Señor de los Anillos: la Comunidad del Anillo                | Ganador   |
| 1996 | Grammy a la mejor composición instrumental escrita para una película | «Main Title», tema central de Ed Wood                           | Nominado  |